# Ardea humbloti
Ardea humbloti cunoscut și sub numele de stârcul lui Humblot sau stârcul de Madagascar, este o specie de stârc din familia Ardeidae. Se găsește de obicei pe coastele de nord și de vest ale Madagascarului, dar este prezentă și în Insulele Comore și Mayotte. Este considerată o specie pe cale de dispariție din cauza declinului populației sale. Principalele amenințări cu care se confruntă sunt: braconajul, distrugerea habitatului și invazia speciilor străine.

## Taxonomie
Stârcul lui Humblot face parte din subfamilia Ardeinae, cunoscută sub denumirea de „stârci tipici”. S-a sugerat că stârcul lui Humblot ar putea fi o variantă fenotipică mai închisă la culoare față de stârcul cenușiu datorită numeroaselor caracteristici fizice similare, dar această afirmație a fost respinsă. Stârcul lui Humblot a fost descris oficial de Henri Milne-Edwards și Alfred Grandidier în 1885.
Denumirea științifică îl comemorează pe naturalistul francez Leon Humblot.